# Monte Belo do Sul
Monte Belo do Sul is een gemeente in de Braziliaanse deelstaat Rio Grande do Sul. De gemeente telt 2.826 inwoners (schatting 2009).

## Aangrenzende gemeenten
De gemeente grenst aan Bento Gonçalves, Cotiporã en Santa Tereza.